# Гомбрих-Хок, Леони
Леони Гомбрих-Хок (нем. Leonie Gombrich-Hock; 4 июня 1873, Вена — 1968, Оксфорд) — австрийский музыкальный педагог. Мать Эрнста Гомбриха и Деи Форсдайк.

## Биография
Дочь пражского еврея, перебравшегося в Вену в середине столетия. Окончила Венскую консерваторию, где училась, в частности, у Антона Брукнера. Вышла замуж за юриста Карла Гомбриха, вместе с ним в 1905 г. приняла крещение как протестантка.
Отказавшись от сольной карьеры, выбрала педагогическую работу. На протяжении ряда лет ассистентка знаменитого фортепианного педагога Теодора Лешетицкого. Многолетняя тесная дружба связала Леони Хок со скрипачом Адольфом Бушем: ещё в 1913 г. первый (венский) состав струнного квартета Буша репетировал в доме Гомбрихов, а в 1935 г. в этом доме был устроен приём по случаю венских гастролей Буша-дирижёра, на котором присутствовал Артуро Тосканини.
В 1941 г. обосновалась в Оксфорде, где продолжала преподавать частным образом до конца своих дней. Среди её учеников, в частности, Элизабет Вестенхольц и Мартин Изепп.
Оставила ряд неопубликованных мемуарных очерков (в том числе об Анне Мильденбург, с которой была близко дружна).